# Thomisus socotrensis
Thomisus socotrensis là một loài nhện trong họ Thomisidae.
Loài này thuộc chi Thomisus. Thomisus socotrensis được miêu tả năm 2007 bởi Dippenaar-Schoeman & Antonius van Harten.